# Иоанникий (Ефремов)
Епи́скоп Иоанни́кий (в миру Иоа́нн Алекса́ндрович Ефре́мов; 17 (29) июля 1863, Киевская губерния — 10 (23) января 1914, Путивль) — епископ Русской православной церкви, епископ Белгородский, викарий Курской епархии.

## Биография
Родился 17 июля 1863 году в семье священника Киевской епархии.
В 1885 году окончил Киевскую духовную семинарию и определен законоучителем и воспитателем приёмного воспитанника княгини Александры Петровны в Киеве.
В 1886 году поступил в Киевскую духовную академию, которую окончил в 1891 году со степенью кандидата богословия и правом получить степень магистра богословия без нового устного испытания.
22 июня 1891 года пострижен в монашество с именем Иоанникий. 30 июня рукоположен во иеромонаха, а 12 сентября назначен преподавателем Киевской духовной семинарии.
С 1893 года — инспектор Тифлисской семинарии и затем ректор Киевской семинарии в сане архимандрита.
С 1899 года — ректор Тверской духовной семинарии.
17 ноября 1900 года назначен настоятелем церкви при русской дипломатической миссии в Афинах. Стал свидетелем событий в Греции, связанных с попыткой королевы Ольги перевести Евангелия на современный греческий язык, более доступный и понятный, по ее мнению, простому народу. Прослужив в Афинах более четырех лет, архимандрит Иоанникий к весне 1905 года был отозван в Россию.
3 июля 1905 года хиротонисан в Курске в Знаменском соборе во епископа Белгородского, викария Курской епархии.
Много трудился в деле прославления святителя Иоасафа Белгородского.
15 ноября 1913 года уволен на покой, согласно прошению, в связи с болезнью (острой формой неврастении).
Покончил жизнь самоубийством 10 (23) января 1914 года на покое в Молченском монастыре в Путивле. По мнению профессора Харьковского университета по кафедре душевных болезней Якова Анфимова, лечившего епископа Иоанникия, он погиб в припадке бурной предсердечной тоски, свойственной меланхолии.